# Шупо-Мотинг, Эрик
Жан-Эри́к Макси́м Шупо́-Моти́нг (нем. и фр. Jean-Eric Maxim Choupo-Moting; род. 23 марта 1989[…], Гамбург) — камерунский и немецкий футболист, нападающий американского клуба «Нью-Йорк Ред Буллз» и сборной Камеруна.
Шупо-Мотинг является воспитанником «Гамбурга», свою профессиональную карьеру также начинал в этой команде, дебютировав 11 августа 2007 года в рамках Бундеслиги. Заработал себе имя в футбольном клубе «Майнц», в ряды которого перебрался в 2011 году. После трёх сезонов и 20 забитых мячей перебрался в «Шальке 04».
Играл за молодёжку Германии, однако затем принял предложение сборной Камеруна, с которой отправлялся на мировые первенства в ЮАР и Бразилию.
Главные тренеры отмечают в Шупо-Мотинге следующие качества: скорость, оперативность принятия решений, качественный пас и великолепный дриблинг.

## Биография
Родился в Гамбурге в семье немки и камерунского иммигранта. Является «продуктом» современной немецкой системы воспитания молодых талантов. Играя за детские и юношеские команды «Гамбурга», Шупо-Мотинг пробовал себя на позиции плеймейкера и вингера, но в дубле «Гамбурга» закрепился на позиции нападающего, наколотив 14 мячей в 29 турах Западной Бундеслиги.

## Клубная карьера

### «Гамбург»
В Бундеслиге Шупо-Мотинг дебютировал за «Гамбург» 11 августа 2007 года в матче против «Ганновера» (1:0), выйдя на 69-й минуте замену вместо Мохаммеда Зидана. В дебютном сезоне изредка попадал в заявку первой команды, отыграв чуть более 300 минут.

#### Аренда в «Нюрнберге»
Следующий сезон камерунец провёл в резерве «Гамбурга», а летом 2009 года клуб заключил со своим воспитанником трехлетний контракт. В августе 2009 года Шупо-Мотинг отправился в аренду в «Нюрнберг» на один сезон. За новый клуб он дебютировал 12 сентября в матче против мёнхенгладбахской «Боруссии» (1:0), выйдя на замену на 63-й минуте вместо Дарио Видошича. 19 сентября, в матче против «Баварии» (1:2), отметился первым голом в профессиональной карьере.
В следующих трех матчах Шупо-Мотинг выходил в стартовом составе, но «Нюрнберг» во всех проиграл, не забив ни единого гола. В январе клуб продлил аренду до конца сезона, а уже 3 марта 2010 года Шупо-Мотинг вновь забил, разразившись дублем в домашнем поединке против «Вердера» (3:2). По итогам сезона «Нюрнберг» отправился во второй дивизион и попытался взять Шупо-Мотинга с собой, однако «Гамбург» решил вернуть нападающего в свои ряды. Сезон 2010/11 стал единственным в гамбургской карьере камерунца. 22 сентября он открыл счет своим голам в родной команде, поразив ворота «Кайзерслаутерна». До конца сезона провёл 656 минут, забив 2 гола (второй в ворота «Вольфсбурга»).

### «Майнц 05»
18 мая 2011 года Шупо-Мотинг перешёл в «Майнц 05», подписав контракт до 2014 года. В дебютном сезоне команда добыла всего 9 побед, сыграв при этом 13 раз вничью. На счету Шупо-Мотинга было 13 голов, включая два дубля в ворота «Фрайбурга» и «Вердера». Пропустил большую часть сезона 2012/13 из-за травмы, полученной в сентябрьском поединке против «Вольфсбурга».
В сезоне 2013/14 Шупо-Мотинг не только оправился от травмы, но и смог стать вторым бомбардиром «Майнца» с 11 голами. Камерунец начинал забивать с первых матчей сезона. 3 августа 2013 года гол Шупо-Мотинга позволил «Майнцу» вырвать победу в кубковом матче против «Фортуны». Шупо-Мотинг выходил практически во всех матчах, оставшись на замене лишь один раз за весь сезон. В январе и марте отклонил предложения «Майнца» о продлении контракта.

### «Шальке 04»
5 июля 2014 года официальный сайт «Шальке 04» сообщил о переходе камерунского форварда на правах свободного агента. Во втором своем матче против «Ганновера» он отметился голевой передачей на Хюнтелара. 13 сентября забил гол «Боруссии» Мёнхенгладбах (1:4). В конце сентября отметился победным голом в ворота «Боруссии» Дортмунд и помог своей команде оборвать безвыигрышную серию из семи матчей. В течение осеннего отрезка забил ещё семь голов, включая дубль в поединке против «Вольфсбурга» (3:2). 6 декабря Шупо-Мотинг сделал первый хет-трик в карьере, поучаствовав в разгроме «Штутгарта» (0:4). К зимнему перерыву подошёл с 9 голами в активе, став вторым бомбардиром первого круга Бундеслиги.

### «Сток Сити»
7 августа 2017 года Шупо-Мотинг подписал со «Сток Сити» контракт сроком на три года. Игрок перешел в английский клуб на правах свободного агента. В Чемпионате провёл 30 матчей и забил 5 голов.

### «Пари Сен-Жермен»
31 августа 2018 года в качестве свободного агента присоединился к французскому клубу «Пари Сен-Жермен».

### «Бавария»
5 октября 2020 года подписал однолетний контракт с немецким клубом «Бавария».

## Карьера в сборной
Выступал в составе молодёжной сборной Германии, провёл в её составе 5 матчей в рамках квалификации к Евро-2011, забив 4 гола. Накануне мирового первенства в ЮАР принял предложение от национальной футбольной ассоциации Камеруна. Отметившись голом в рамках контрольных матчей против Сербии, Шупо-Мотинг попал в окончательную заявку и отправился на финальную стадию турнира. Здесь дважды выходил в стартовом составе на матчи против Японии (0:1) и Голландии (1:2) на позиции второго нападающего. Камерунцы проиграли все три встречи.
Возглавивший Камерун в 2012 году Аконо начал использовать молодого бомбардира на позиции левого вингера. Отныне Шупо-Мотинг не должен был конкурировать со своим кумиром Самюэлем Это’о за место в основе, а получал возможность играть с ним бок о бок. Шупо-Мотинг забил по голу в двух стартовых встречах отбора к ЧМ-2014, поразив ворота Демократической Республики Конго (1:0) и Ливии (1:2). Всего же принял участие в 7 матчах и забил 3 гола. Летом 2014 года отправился со сборной на чемпионат мира Бразилии. Здесь работал под руководством немецкого специалиста Фолькера Финке. Выходил на поле во всех трех матчах группового этапа.
Шупо-Мотинг в марте 2021 года не получил вызов на два предстоящих отборочных матча Кубка африканских наций против сборных Кабо-Верде и Руанды, так как сотрудник федерации футбола, который отвечает за вызовы футболистов, вместо того чтобы отправить письмо на адрес игрока, отправил его на свой собственный электронный адрес.

### Голы за сборную
| №  | Дата            | Место                                  | Матч | Соперник           | Счёт | Результат | Турнир                   |
| -- | --------------- | -------------------------------------- | ---- | ------------------ | ---- | --------- | ------------------------ |
| 1  | 5 июня 2010     | Стадион «Партизана», Белград, Сербия   | 2    | Сербия             | 3:4  | 3:4       | Товарищеский матч        |
| 2  | 4 сентября 2010 | Анджалай, Бель Вью Арель, Маврикий     | 6    | Маврикий           | 3:1  | 3:1       | Квалификация на КАН 2012 |
| 3  | 3 сентября 2011 | Стад Ахмаду Ахиджо, Яунде, Камерун     | 11   | Маврикий           | 5:0  | 5:0       | Квалификация на КАН 2012 |
| 4  | 7 октября 2011  | Стад де Мартир, Киншаса, ДР Конго      | 12   | ДР Конго           | 3:2  | 3:2       | Квалификация на КАН 2012 |
| 5  | 29 февраля 2012 | Лино Коррея, Бисау, Гвинея-Бисау       | 14   | Гвинея-Бисау       | 1:0  | 1:0       | Квалификация на КАН 2013 |
| 6  | 26 мая 2012     | Арман Микелетти, Аманвиллер, Франция   | 15   | Гвинея             | 1:0  | 2:1       | Товарищеский матч        |
| 7  | 26 мая 2012     | Арман Микелетти, Аманвиллер, Франция   | 15   | Гвинея             | 2:1  | 2:1       | Товарищеский матч        |
| 8  | 2 июня 2012     | Стад Ахмаду Ахиджо, Яунде, Камерун     | 16   | ДР Конго           | 1:0  | 1:0       | Квалификация на ЧМ 2014  |
| 9  | 10 июня 2012    | Таеби Меери, Сфакс, Тунис              | 17   | Ливия              | 1:1  | 1:2       | Квалификация на ЧМ 2014  |
| 10 | 26 мая 2014     | Куфштайн-Арена, Куфштайн, Австрия      | 24   | Северная Македония | 2:0  | 2:0       | Товарищеский матч        |
| 11 | 29 мая 2014     | Куфштайн-Арена, Куфштайн, Австрия      | 25   | Парагвай           | 1:2  | 1:2       | Товарищеский матч        |
| 12 | 1 июня 2014     | Боруссия-Парк, Мёнхенгладбах, Германия | 26   | Германия           | 2:2  | 2:2       | Товарищеский матч        |
| 13 | 30 мая 2016     | Божуар, Нант, Франция                  | 42   | Франция            | 2:2  | 2:3       | Товарищеский матч        |
| 14 | 12 октября 2018 | Стад Ахмаду Ахиджо, Яунде, Камерун     | 47   | Малави             | 1:0  | 1:0       | Квалификация на КАН 2019 |
| 15 | 23 марта 2019   | Стад Ахмаду Ахиджо, Яунде, Камерун     | 50   | Коморы             | 1:0  | 3:0       | Квалификация на КАН 2019 |
| 16 | 8 октября 2021  | Япома, Дуала, Камерун                  | 59   | Мозамбик           | 1:0  | 3:1       | Квалификация на ЧМ 2022  |
| 17 | 8 октября 2021  | Япома, Дуала, Камерун                  | 59   | Мозамбик           | 2:0  | 3:1       | Квалификация на ЧМ 2022  |

## Статистика
| Выступление      | Выступление      | Выступление      | Лига | Лига | Кубки | Кубки | Еврокубки | Еврокубки | Прочие | Прочие | Итого | Итого |
| Клуб             | Лига             | Сезон            | Игры | Голы | Игры  | Голы  | Игры      | Голы      | Игры   | Голы   | Игры  | Голы  |
| ---------------- | ---------------- | ---------------- | ---- | ---- | ----- | ----- | --------- | --------- | ------ | ------ | ----- | ----- |
| Гамбург          | Бундеслига       | 2007/08          | 13   | 0    | 3     | 1     | 7         | 2         | 0      | 0      | 23    | 3     |
| Гамбург          | Бундеслига       | 2008/09          | 0    | 0    | 0     | 0     | 0         | 0         | 0      | 0      | 0     | 0     |
| Гамбург          | Бундеслига       | 2009/10          | 0    | 0    | 1     | 0     | 1         | 0         | 0      | 0      | 2     | 0     |
| Гамбург          | Бундеслига       | 2010/11          | 10   | 2    | 2     | 0     | 0         | 0         | 0      | 0      | 12    | 2     |
| Гамбург          | Итого            | Итого            | 23   | 2    | 6     | 1     | 8         | 2         | 0      | 0      | 37    | 5     |
| Нюрнберг         | Бундеслига       | 2009/10          | 25   | 5    | 1     | 0     | 0         | 0         | 2      | 1      | 28    | 6     |
| Нюрнберг         | Итого            | Итого            | 25   | 5    | 1     | 0     | 0         | 0         | 2      | 1      | 28    | 6     |
| Майнц 05         | Бундеслига       | 2011/12          | 34   | 10   | 3     | 0     | 1         | 0         | 0      | 0      | 38    | 10    |
| Майнц 05         | Бундеслига       | 2012/13          | 8    | 0    | 1     | 1     | 0         | 0         | 0      | 0      | 9     | 1     |
| Майнц 05         | Бундеслига       | 2013/14          | 32   | 10   | 2     | 1     | 0         | 0         | 0      | 0      | 34    | 11    |
| Майнц 05         | Итого            | Итого            | 74   | 20   | 6     | 2     | 1         | 0         | 0      | 0      | 81    | 22    |
| Шальке 04        | Бундеслига       | 2014/15          | 31   | 9    | 1     | 0     | 8         | 1         | 0      | 0      | 40    | 10    |
| Шальке 04        | Бундеслига       | 2015/16          | 28   | 6    | 2     | 0     | 6         | 3         | 0      | 0      | 36    | 9     |
| Шальке 04        | Бундеслига       | 2016/17          | 23   | 3    | 2     | 0     | 5         | 0         | 0      | 0      | 30    | 3     |
| Шальке 04        | Итого            | Итого            | 82   | 18   | 5     | 0     | 19        | 4         | 0      | 0      | 106   | 22    |
| Сток Сити        | Премьер-лига     | 2017/18          | 30   | 5    | 2     | 0     | 0         | 0         | 0      | 0      | 32    | 5     |
| Сток Сити        | Итого            | Итого            | 30   | 5    | 2     | 0     | 0         | 0         | 0      | 0      | 32    | 5     |
| Пари Сен-Жермен  | Лига 1           | 2018/19          | 22   | 3    | 5     | 0     | 4         | 0         | 0      | 0      | 31    | 3     |
| Пари Сен-Жермен  | Лига 1           | 2019/20          | 9    | 3    | 5     | 2     | 6         | 1         | 0      | 0      | 20    | 6     |
| Пари Сен-Жермен  | Итого            | Итого            | 31   | 6    | 10    | 2     | 10        | 1         | 0      | 0      | 51    | 9     |
| Бавария          | Бундеслига       | 2020/21          | 22   | 3    | 1     | 2     | 7         | 4         | 2      | 0      | 32    | 9     |
| Бавария          | Бундеслига       | 2021/22          | 20   | 4    | 1     | 4     | 4         | 1         | 1      | 0      | 26    | 9     |
| Бавария          | Бундеслига       | 2022/23          | 19   | 10   | 4     | 3     | 7         | 4         | 0      | 0      | 30    | 17    |
| Бавария          | Бундеслига       | 2023/24          | 6    | 1    | 1     | 1     | 2         | 0         | 0      | 0      | 9     | 2     |
| Бавария          | Итого            | Итого            | 67   | 18   | 7     | 10    | 20        | 9         | 3      | 0      | 97    | 37    |
| Всего за карьеру | Всего за карьеру | Всего за карьеру | 332  | 74   | 37    | 15    | 58        | 16        | 5      | 1      | 432   | 106   |

## Достижения

### Командные
«Пари Сен-Жермен»
- Чемпион Франции (2): 2018/19, 2019/20
- Обладатель Кубка Франции: 2019/20
- Обладатель Кубка французской лиги: 2019/20
- Финалист Лиги чемпионов УЕФА: 2019/20

«Бавария»
- Чемпион Германии (3): 2020/21, 2021/22, 2022/23
- Обладатель Суперкубка Германии: 2021
- Победитель клубного чемпионата мира по футболу: 2020